# Jean-Marie Leclair
Jean-Marie Leclair (1697-1764), còn được gọi là Jean-Marie Leclair lớn để phân biệt với người em trai của ông là Jean-Marie Leclair nhỏ, là nhà soạn nhạc, nghệ sĩ violin và vũ sư người Pháp. Âm nhạc của ông mang phong cách galant, một phong cách âm nhạc phổ biến đương thời tại Pháp.

## Cuộc đời
Leclair được sinh ra ở Lyon, học múa và violin ở Turin. Năm 1716, ông kết hôn với Marie-Rose Casthanie, một vũ công, người đã qua đời khoảng 1728. Leclair đã đến Paris năm 1723, nơi ông chơi tại Concert Spirituel. Trong năm 1730, Leclair kết hôn lần thứ hai. Người vợ mới của ông là thợ khắc Louise Roussel, người chuẩn bị cho việc in ấn tất cả các tác phẩm của ông từ Opus 2 trở đi. Leclair sau đó đã đính hôn bởi công chúa của Orange - một harpsichordist tốt và là cựu sinh viên của Handel - và từ năm 1738 cho đến năm 1743, đã phục vụ ba tháng hàng năm tại tòa án cô ở Leeuwarden, ông trở về Paris năm 1743.
Opera duy nhất của ông, Scylla et Glaucus lần đầu tiên được biểu diễn năm 1746 và đã được hồi sinh trong thời hiện đại. Leclair nổi tiếng như là một nghệ sĩ violin và là một nhà soạn nhạc, ông đã thành công với tất cả các phong cách quốc gia của châu Âu.

## Danh mục tác phẩm
- Op. 1 No. 1 – Violin Sonata in A minor;
- Op. 1 No. 2 – Violin Sonata in C major;
- Op. 1 No. 3 – Violin Sonata in B flat major;
- Op. 1 No. 4 – Violin Sonata in D major;
- Op. 1 No. 5 – Violin Sonata in G major;
- Op. 1 No. 6 – Violin Sonata in E minor;
- Op. 1 No. 7 – Violin Sonata in F major;
- Op. 1 No. 8 – Violin Sonata in G major;
- Op. 1 No. 9 – Violin Sonata in A major;
- Op. 1 No. 10 – Violin Sonata in D major;
- Op. 1 No. 11 – Violin Sonata in B flat major;
- Op. 1 No. 12 – Violin Sonata in B minor;
- Op. 2 No. 1 – Violin Sonata in E minor;
- Op. 2 No. 2 – Violin Sonata in F major;
- Op. 2 No. 3 – Violin Sonata in C major;
- Op. 2 No. 4 – Violin Sonata in A major;
- Op. 2 No. 5 – Violin Sonata in G major;
- Op. 2 No. 6 – Violin Sonata in D major;
- Op. 2 No. 7 – Violin Sonata in B flat major;
- Op. 2 No. 8 – Violin Sonata in D major;
- Op. 2 No. 9 – Violin Sonata in E major;
- Op. 2 No. 10 – Violin Sonata in C minor;
- Op. 2 No. 11 – Violin Sonata in B minor;
- Op. 2 No. 12 – Violin Sonata in G minor;
- Op. 3 No. 1 – Sonata for 2 violins in G major;
- Op. 3 No. 2 – Sonata for 2 violins in A major;
- Op. 3 No. 3 – Sonata for 2 violins in C major;
- Op. 3 No. 4 – Sonata for 2 violins in F major;
- Op. 3 No. 5 – Sonata for 2 violins in E minor;
- Op. 3 No. 6 – Sonata for 2 violins in D major;
- Op. 4 No. 1 – Trio for 2 violins & continuo in D minor;
- Op. 4 No. 2 – Trio for 2 violins & continuo in B flat major;
- Op. 4 No. 3 – Trio for 2 violins & continuo in D minor;
- Op. 4 No. 4 – Trio for 2 violins & continuo in F major;
- Op. 4 No. 5 – Trio for 2 violins & continuo in G minor;
- Op. 4 No. 6 – Trio for 2 violins & continuo in A major;
- Op. 5 No. 1 – Violin Sonata in A major;
- Op. 5 No. 2 – Violin Sonata in F major;
- Op. 5 No. 3 – Violin Sonata in E minor;
- Op. 5 No. 4 – Violin Sonata in B flat majo;r
- Op. 5 No. 5 – Violin Sonata in B minor;
- Op. 5 No. 6 – Violin Sonata in C minor;
- Op. 5 No. 7 – Violin Sonata in A minor;
- Op. 5 No. 8 – Violin Sonata in D major;
- Op. 5 No. 9 – Violin Sonata in E major;
- Op. 5 No. 10 – Violin Sonata in C major;
- Op. 5 No. 11 – Violin Sonata in G minor;
- Op. 5 No. 12 – Violin Sonata in G major;
- Op. 6 – Récréation de musique in D major;
- Op. 7 No. 1 – Violin Concerto in D minor (1737; homotonal, with all movements in D minor);
- Op. 7 No. 2 – Violin Concerto in D major;
- Op. 7 No. 3 – Violin Concerto in C major;
- Op. 7 No. 4 – Violin Concerto in F major;
- Op. 7 No. 5 – Violin Concerto in A minor;
- Op. 7 No. 6 – Violin Concerto in A major;
- Op. 8 – Récréation de musique in G minor;
- Op. 9 No. 1 – Violin Sonata in A major;
- Op. 9 No. 2 – Violin Sonata in E minor;
- Op. 9 No. 3 – Violin Sonata in D major;
- Op. 9 No. 4 – Violin Sonata in A major;
- Op. 9 No. 5 – Violin Sonata in A minor;
- Op. 9 No. 6 – Violin Sonata in D major;
- Op. 9 No. 7 – Violin Sonata in G major;
- Op. 9 No. 8 – Violin Sonata in C major;
- Op. 9 No. 9 – Violin Sonata in E flat majo;r
- Op. 9 No. 10 – Violin Sonata in F sharp minor;
- Op. 9 No. 11 – Violin Sonata in G minor;
- Op. 9 No. 12 – Violin Sonata in G major;
- Op. 10 No. 1 – Violin Concerto in B flat major
- Op. 10 No. 2 – Violin Concerto in A major;
- Op. 10 No. 3 – Violin Concerto in D major;
- Op. 10 No. 4 – Violin Concerto in F major;
- Op. 10 No. 5 – Violin Concerto in E minor;
- Op. 10 No. 6 – Violin Concerto in G minor;
- Op. 11 – Scylla et Glaucus, tragédie en musique with prologue and five acts (opera, fp. 1746);
- Op. 12 No. 1 – Sonata for 2 violins in B minor;
- Op. 12 No. 2 – Sonata for 2 violins in E major;
- Op. 12 No. 3 – Sonata for 2 violins in D major;
- Op. 12 No. 4 – Sonata for 2 violins in A major;
- Op. 12 No. 5 – Sonata for 2 violins in G minor;
- Op. 12 No. 6 – Sonata for 2 violins in B flat major;
- Divertissement for Le danger des épreuves, a 1 act comedy given at the Duke of Gramont's theatre at Puteaux on ngày 19 tháng 6 năm 1749 [lost];[3]
- Apollon et Climène, second entrée of Les amusements lyriques, given at the Duke of Gramont's theatre at Puteaux, in February 1750 [lost];[3]
- Incidental airs and dances for various theatrical productions (1751-1764) [lost];[3]
- Op. 13 No. 1 – Ouvertura for 2 violins & continuo in G major;
- Op. 13 No. 2 – Trio for 2 violins & continuo in D major;
- Op. 13 No. 3 – Ouvertura for 2 violins & continuo in D major;
- Op. 13 No. 4 – Trio for 2 violins & continuo in B minor;
- Op. 13 No. 5 – Ouvertura for 2 violins & continuo in A major;
- Op. 13 No. 6 – Trio for 2 violins & continuo in G minor;
- Op. 14 – Trio for 2 violins & continuo in A major;
- Op. 15 – Violin Sonata in F major.